# Willy Gianinazzi
Willy Gianinazzi est un historien français né à Lausanne (Suisse) en 1953.

## Biographie
Après avoir été employé de banque à Lugano, il a fait des études à l’université expérimentale de Vincennes grâce à son statut de travailleur non bachelier. Il vit en France depuis 1975. Docteur en histoire, ses travaux ont porté sur l’histoire du radicalisme en Suisse italienne, et sur l’histoire intellectuelle et sociale du syndicalisme révolutionnaire en Italie et en France. Il a proposé une interprétation des théories du mythe et de la violence dans la pensée de Georges Sorel. Déjà chercheur associé à l’IMEC pour le fonds concerné, il est le biographe du penseur écologiste André Gorz. Une cinquantaine de recensions ont été consacrées à son ouvrage André Gorz. Une vie.
Après avoir été père au foyer, il a été secrétaire d’édition à l’EHESS de 1992 à 2014. Dans sa jeunesse militant de mouvements tiers-mondiste, antimilitariste et autonome (en vue de créer un espace autogéré) en Suisse, il a été membre des Verts à Antony de 1989 à 1996.
Il est membre de la rédaction de Mil neuf cent : Revue d'histoire intellectuelle depuis 1984 et l'a été d’EcoRev' : Revue critique d'écologie politique de 2016 à 2023.